# كولين فولكنير
كولين فولكنير (بالإنجليزية: Colleen Faulkner)‏ (1962)؛ روائية أمريكية.